# میکولاش آلش
میکولاش آلِش (چکی: Mikoláš Aleš؛ ۱۸ نوامبر ۱۸۵۲ – ۱۰ ژوئیهٔ ۱۹۱۳) نقاش و تصویرگر اهل چکبود. تخمین زده می‌شود که آلش بیش از ۵۰۰۰ نگاره منتشر کرده باشد. او برای همه چیز از مجلات گرفته تا ورق بازی و کتاب‌های درسی نقاشی می‌کشید. نقاشی‌های او در خارج از بوهم به‌طور گسترده منتشر نشد، اما بسیاری از آنها هنوز در دسترس هستند، و او به‌عنوان یکی از بزرگترین هنرمندان جمهوری چک در نظر گرفته می‌شود.